# Katerina Sakellaropoulou
Aikaterini Katerina Sakellaropoulou (grego: Κατερίνα Σακελλαροπούλου; Tessalônica, 30 de maio de 1956) foi presidente da Grécia, tendo tomado posse em 13 de março de 2020 até 13 de março de 2025. Antes de ser eleita, foi presidente do Conselho de Estado, a alta corte administrativa da Grécia.
Ao assumir o cargo, Sakellaropoulou, tornou-se a primeira mulher a exercer o cargo de presidente da Grécia.
A 27 de março de 2022, foi agraciada com o grau de Grande-Colar da Ordem do Infante D. Henrique, de Portugal.